# Cantón de La Vistrenque
El cantón de La Vistrenque era una división administrativa francesa, que estaba situada en el departamento de Gard y la región de Languedoc-Rosellón.

## Composición
El cantón estaba formado por cinco comunas, más una fracción de otra comuna:
- Bouillargues
- Caissargues
- Garons
- Milhaud
- Nîmes (fracción)
- Rodilhan

## Supresión del cantón de La Vistrenque
En aplicación del Decreto n.º 2014-232 de 24 de febrero de 2014, el cantón de La Vistrenque fue suprimido el 22 de marzo de 2015 y sus 6 comunas pasaron a formar parte; cuatro del nuevo cantón de Marguerittes, una del nuevo cantón de Saint-Gilles y la fracción de la comuna de Nimes se unió con las demás para que, por medio de una reestructuración cantonal, fueran creados los nuevos cantones de Nimes-1, Nimes-2, Nimes-3 y Nimes-4.
.